# Mason Toye
Mason Vincent Toye (South Orange, Estados Unidos; 16 de octubre de 1998) es un futbolista estadounidense. Juega de delantero y su equipo actual es el Sporting Kansas City de la Major League Soccer.

## Trayectoria
Toye pasó por las inferiores del New York Red Bulls y a nivel universitario, jugó en los Indiana Hoosiers en 2017.
Fue seleccionado por el Minnesota United en el lugar 7 del SuperDraft de la MLS 2018. Debutó en la MLS el 10 de marzo de 2018 ante el Orlando City. En su etapa en Minessota, fue cedido a los clubes Colorado Springs y el Forward Madison de la USL.

En octubre de 2020, el delantero fue adquirido por el CF Montréal.

## Estadísticas
Actualizado al último partido disputado el 22 de octubre de 2023.
| Club                                        | Div.          | Temporada     | Liga  | Liga  | Copas nacionales | Copas nacionales | Copas internacionales | Copas internacionales | Total | Total |
| Club                                        | Div.          | Temporada     | Part. | Goles | Part.            | Goles            | Part.                 | Goles                 | Part. | Goles |
| ------------------------------------------- | ------------- | ------------- | ----- | ----- | ---------------- | ---------------- | --------------------- | --------------------- | ----- | ----- |
| Minnesota United Estados Unidos             | 1.ª           | 2018          | 17    | 0     | 1                | 0                | —                     | —                     | 18    | 0     |
| Minnesota United Estados Unidos             | 1.ª           | 2019          | 18    | 6     | 5                | 2                | —                     | —                     | 23    | 8     |
| Minnesota United Estados Unidos             | 1.ª           | 2020          | 8     | 1     | —                | —                | —                     | —                     | 8     | 1     |
| Minnesota United Estados Unidos             | Total club    | Total club    | 43    | 7     | 6                | 2                | 0                     | 0                     | 49    | 9     |
| Colorado Springs Switchbacks Estados Unidos | 2.ª           | 2018          | 5     | 1     | —                | —                | —                     | —                     | 5     | 1     |
| Colorado Springs Switchbacks Estados Unidos | Total club    | Total club    | 5     | 1     | 0                | 0                | 0                     | 0                     | 5     | 1     |
| Forward Madison Estados Unidos              | 2.ª           | 2019          | 7     | 0     | —                | —                | —                     | —                     | 7     | 0     |
| Forward Madison Estados Unidos              | Total club    | Total club    | 7     | 0     | 0                | 0                | 0                     | 0                     | 7     | 0     |
| CF Montréal · Canadá                        | 1.ª           | 2020          | 7     | 0     | —                | —                | 1                     | 0                     | 8     | 0     |
| CF Montréal · Canadá                        | 1.ª           | 2021          | 14    | 7     | —                | —                | —                     | —                     | 14    | 7     |
| CF Montréal · Canadá                        | 1.ª           | 2022          | 20    | 2     | —                | —                | —                     | —                     | 20    | 2     |
| CF Montréal · Canadá                        | 1.ª           | 2023          | 14    | 3     | 1                | 0                | 1                     | 0                     | 16    | 3     |
| CF Montréal · Canadá                        | 1.ª           | 2024          | 0     | 0     | 0                | 0                | —                     | —                     | 0     | 0     |
| CF Montréal · Canadá                        | Total club    | Total club    | 55    | 12    | 1                | 0                | 2                     | 0                     | 58    | 12    |
| Total carrera                               | Total carrera | Total carrera | 110   | 20    | 7                | 2                | 2                     | 0                     | 119   | 22    |

## Palmarés

### Títulos nacionales
| Título                | Club        | País   | Año  |
| --------------------- | ----------- | ------ | ---- |
| Campeonato Canadiense | CF Montréal | Canadá | 2021 |